# Стерилизация индейских женщин в США
Принудительная стерилизация индейских женщин — практика, имевшая место со стороны Индейской службы здравоохранения (IHS) и сотрудничавших с ней врачей в отношении коренных американцев—индейцев, в 1960-х и 1970-х годах на территории США.
Врачи IHS стерилизовали индейских женщин путем принуждения или без согласия, используя различные тактики. Приёмы службы включали: непредоставление женщинам необходимой информации о стерилизации, использование принуждения для получения подписей на формулярах согласия, не соответствующие и неточные формуляры согласия и отсутствие соответствующего периода ожидания (не менее семидесяти двух часов) между подписанием формуляра согласия и хирургической процедурой. В 1976 году Управление общей бухгалтерии США обнаружило, что IHS стерилизовало 3406 женщин из числа коренных американцев в течение финансового периода с 1973 по 1976 год, в том числе 23 женщины в возрасте до 21 года, что противоречило правилам Министерства здравоохранения и социального обеспечения. Коренные народы насчитывали всего приблизительно 100—150 тысяч женщин фертильного возраста, из числа которых были стерилизованы от 3400 (по подтвержденным данным федерального правительства) до 70 тысяч (по данным «индейских исследователей»); использовались различные методы, однако основными были перевязка маточных труб или гистерэктомия. Существует множество причин, по которым врачи стерилизовали индейских женщин с серьезными последствиями для их здоровья и индейской общины.

## Типы стерилизации
Использовалась как постоянная, так и временная стерилизация, однако гистерэктомия и перевязка маточных труб были при этом двумя основными методами. Гистерэктомия является распространенной процедурой, используемой для стерилизации, когда матка удаляется через брюшную полость или влагалище. Эта операция использовалась для стерилизации индейских женщин в 1960-х и 1970-х годах в Соединенных Штатах. Другой распространенной формой стерилизации была перевязка маточных труб: процедура, при которой фаллопиевы трубы женщины связывают, блокируют или перерезают. Для многих женщин эти процедуры были проведены без согласия, что привело к многочисленным обращениям к врачам за такими процедурами, как маточные импланты.
Другие используемые формы стерилизации включают применение хинакрина и контрацептивных препаратов Depo-provera и Norplant. Хинакрин, как правило, используется для лечения малярии, но также может быть использован для безоперационной стерилизации. Этот метод применялся для постоянной стерилизации, когда капсулы вводили в полость матки, чтобы разрушить оболочку маточных труб.
Два других препарата использовались для временной стерилизации. Depo-provera использовался в основном для индейских женщин с ограниченными интеллектуальными возможностями, еще до того, как он получил официальное разрешение Управления по санитарному надзору за качеством пищевых продуктов и медикаментов (Food and Drug Administration) на использование в медицинских целях, выданное только в 1992 году. Norplant, продвигаемый IHS, продавался компанией Wyeth Pharmaceuticals (которой впоследствии был предъявлен иск за недостаточное исследование побочных эффектов препарата, включая нарушение месячного цикла, головные боли, тошноту и депрессию). Побочное действие этих двух типов стерилизации включало даже прекращение месячного цикла и обильные кровотечения.
Используя данные Национального обследования прироста семьи 2002 года, Институт здоровья городских индейцев (Urban Indian Health Institute) обнаружил, что среди использующих контрацепцию женщин наиболее распространенными для представительниц американских индейцев и коренных жителей Аляски в возрасте 15-44 лет были стерилизация (34 %), оральные противозачаточные таблетки (21 %) и мужские презервативы (21 %). В то же время среди городских неиспаноязычных белых наиболее распространенными методами были оральные контрацептивы (36 %), женская стерилизация (20 %) и мужские презервативы (18 %).

## Индейская служба здравоохранения

Логотип IHS

Индейская служба здравоохранения (IHS) — это государственная организация, созданная в 1955 году для оказания помощи в борьбе с плохими условиями жизни и здравоохранения коренных американцев и коренных жителей Аляски. IHS до сих пор работает в США и представляет собой ряд организаций, созданных для борьбы с конкретными проблемами здоровья коренных американцев и аляскинцев. Она по-прежнему отвечает за оказание федеральных медицинских услуг американским индейцам и коренным жителям Аляски. На ее веб-сайте указано, что «IHS является основным федеральным поставщиком медицинских услуг и здравоохранения для индейцев, и его цель — поднять их состояние здоровья до максимально возможного уровня. IHS предоставляет комплексную систему предоставления медицинских услуг примерно для 2,2 миллиона американских индейцев и коренных жителей Аляски, принадлежащих к 573 признанным на федеральном уровне племенам в 37 штатах».

## История стерилизации в Америке
Использование евгеники для контроля рождаемости «непригодных» вытекает из работ Фрэнсиса Гальтона о том, как использовать генетику для улучшения человеческой расы. В XX веке движение евгеники становилось все более популярным, и в 1907 году Индиана стала первым штатом Америки, который разрешил принудительную евгеническую стерилизацию [CES]. Практика CES вошла в норму, и в течение следующих двадцати лет еще пятнадцать штатов приняли аналогичные законы.
Судебный процесс 1927 года Бак против Белла поддержал закон CES в Вирджинии. В суде рассматривались три женщины из семьи Бак: Эмма, Кэрри и Вивиан. Все они были признаны умственно отсталыми, что соответствовало евгеническому убеждению, что такие черты, как отсталость, являются наследственными. Лоббист евгеники выиграл это дело, и Кэрри Бак была стерилизована. В решении судьи Оливера Уэнделла Холмса указывалось, что он «принял решение о стерилизации, поскольку для всего мира это предпочтительнее, чем ждать, когда выродившееся потомство будет казнено за преступления или станет голодать из-за своей умственной отсталости. Общество может предотвратить продолжение рода тех, кто явно не в состоянии это делать. Принцип обязательной вакцинации достаточно широк, чтобы охватить и перерезание фаллопиевых труб». Этот случай вместе с цитатой Холмса показывает общественный ход мыслей в то время. Более того: этот случай поддержал убеждение, что такие нежелательные черты, как умственная отсталость, бедность и безнравственность, передаются по наследству, и, таким образом, путем стерилизации матери эти нежелательные черты в конечном итоге будут устранены из общества. В течение 1960-70-х годов стерилизация ширилась, так как не было законодательства, запрещающего ее, и это рассматривалось как приемлемая форма контрацепции.

## Причины стерилизации

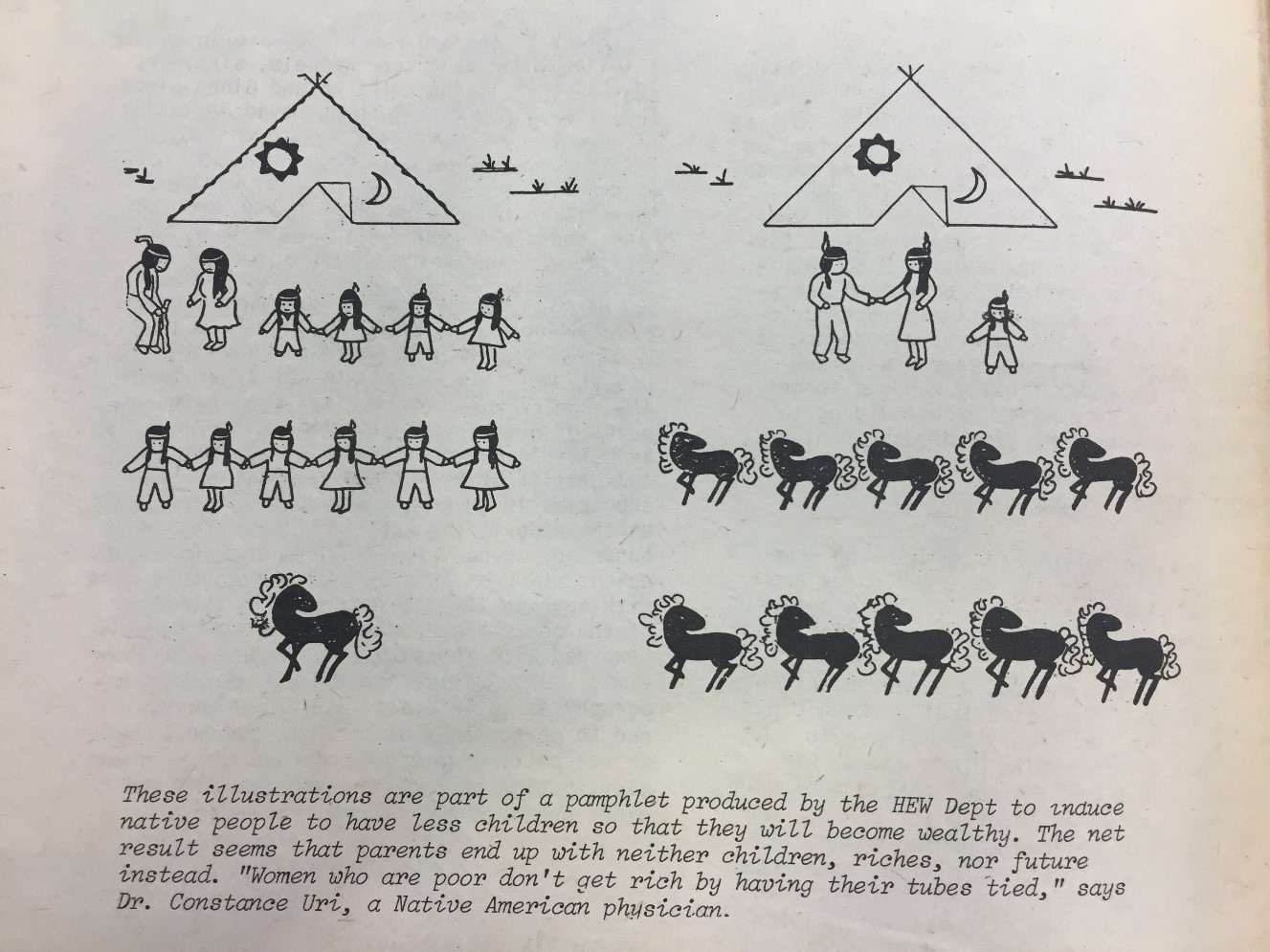
Брошюра, созданная Министерством здравоохранения, образования и социального обеспечения (HEW), чтобы призвать индейских женщин к стерилизации. Слева показано, как родители будут жить до стерилизации (утомленные и с небольшими ресурсами) и после стерилизации (счастливые и богатые).

Индейские женщины были не единственными, кто подвергался принудительной стерилизации; чернокожие и бедные женщины также пострадали от этой практики. В 1970-х годах, после того как правительство Соединенных Штатов вынудило индейцев отправиться в резервации или переехать в города без надлежащей поддержки, многие коренные американцы боролись с бедностью. При этом коренное население Америки зависело от правительственных организаций—таких как IHS, Министерство здравоохранения, образования и социального обеспечения (HEW) и Бюро по делам индейцев (BIA). Индейская служба здравоохранения (IHS) была их основным поставщиком медицинских услуг. Поэтому коренное население Америки оказалось более подверженным принудительной стерилизации, чем другие группы населения.
Большинство белых врачей, выполнявших эту процедуру, считали стерилизацию лучшей альтернативой для подвергнувшихся ей женщин. Они утверждали, что это улучшит их финансовое положение и качество жизни их семей. Врачам щедрее платили за выполнение гистерэктомии и перевязки маточных труб, чем за назначение других форм контроля рождаемости. Приток хирургических процедур рассматривался как тренинг для врачей и практика для врачей-резидентов. В 1971 году доктор Джеймс Райан заявил, что он предпочитает гистерэктомию перевязке маточных труб, потому что «это скорее вызов … и это хороший опыт для младшего резидента». С уменьшением числа людей, обращающихся за Medicaid и социальным обеспечением, федеральное правительство могло бы сократить расходы на социальные программы. Цитата доктора Райана согласуется с мнением о том, что врачей финансово поощряли проводить больше операций. Кроме того, многие врачи считали, что пациентки из группы социального обеспечения не были достаточно вменяемыми или умными, чтобы принимать оральные контрацептивы или эффективно использовать презервативы, поэтому их стерилизация—наиболее надежный вариант. Фактически, когда врачей спросили об их отношении к политике контроля над рождаемостью, 94 % респондентов ответили, что, если мать сидит на пособии с тремя или более детьми, они одобрили бы ее принудительную стерилизацию.
Нет никаких свидетельств того, что IHS специально требовала от своих сотрудников стерилизации индейских женщин, а врачам IHS это было выгодно. Тем не менее, в 1960-х и 1970-х годах стерилизация рассматривалась как приемлемая форма контрацепции. Более того: врачи IHS верили в нее как форму планирования семьи среднего класса—например, они считали, что в семье достаточно двоих детей, и женщина должна быть замужем, чтобы забеременеть. Есть мнение и о том, что врачам IHS недоплачивали и перегружали их работой, и они стерилизовали индейских женщин, чтобы в будущем было меньше работы. В среднем новый работник IHS получал от 17 000 до 20 000 долларов в год и работал около 60 часов в неделю. К 1974 году количество врачей опустилось до крайне низкого уровня: только один врач на 1700 индейцев резервации. Нехватка врачей еще более усугубилась, когда в 1976 году был прекращен набор, поскольку ранее IHS вербовала сотрудников в военном ведомстве. В период с 1971 по 1974 годы количество заявок на вакантные должности в IHS упало с 700 до 100, что означает, что у оставшихся врачей была огромная нагрузка. Тем не менее, необходимо провести различие между врачами IHS и другими врачами, с которыми заключались контракты на стерилизацию. Для врачей IHS не было никаких финансовых стимулов, и они, скорее всего, были мотивированы уменьшить свою рабочую нагрузку, в то время как врачи, получившие контракт, получали финансовую выгоду, когда стерилизовали женщин вместо того, чтобы давать им оральные контрацептивы.
Поскольку врачам IHS не было выгодно стерилизовать индейских женщин, должны быть социальные/культурные факторы, заставлявшие врачей IHS делать это. В 1970-е годы негативные стереотипы поведения индейских женщин способствовали убеждению белых врачей в том, что эти женщины не могут ограничить число детей или эффективно использовать противозачаточные средства. Таким образом, в представлении белого среднего класса о семье стерилизация была наиболее эффективной формой контроля рождаемости. Когда врачей спросили, будут ли они стерилизовать частных пациентов, только 6 % сочли это приемлемым, тогда как 14 % были уверены, что стерилизация вполне годится для людей, получающих пособие. Таким образом, врачи имеют разные точки зрения в отношении людей из разных социально-экономических классов.
Сегодня Индейская служба здравоохранения использует стерилизацию как метод планирования семьи, для чего используются только перевязка маточных труб и вазэктомия. Сегодня юридически IHS требует, чтобы пациент дал осознанное согласие на операцию, достиг 21 года и не содержался в исправительном учреждении или психиатрическом учреждении .

## Последствия стерилизации
Непосредственным эффектом стерилизации индейских женщин стало уменьшение числа коренных американцев. В 1970-х годах на одну индейскую женщину в среднем приходилось 3,7 ребёнка, в 1980 году этот показатель снизился до 1,8. Между 1960 и 1970 годами было стерилизовано не менее 25 % индейских женщин в возрасте от пятнадцати до сорока четырех лет.
Снижение рождаемости можно измерить количественно, однако стерилизация также повлияла на людей в психологическом и социальном плане. В культуре коренных американцев очень ценится плодовитость женщины и семья. Если женщина не может иметь детей, это может вызвать осуждение со стороны племени из-за воззрений индейцев на материнство. Эти эмоции могли обостриться из-за того, что культура индейцев базируется на ценности семьи. В 1977 году адвокат Майкл Завалла подал иск в штате Вашингтон после того, как три шайенские женщины из Монтаны были стерилизованы без их согласия. Однако имена стерилизованных женщин оставили в тайне, потому что они боялись реакции своего племени.